# Petrocallis pyrenaica
Petrocallis pyrenaica es una planta de la familia de las crucíferas.

## Descripción
Planta perenne, cespitosa. Tallo peloso. Hojas grisáceas, todas basales, profundamente divididas (casi todas trífidas), con bordes ciliados. Flores de 6-7 mm, con los pétalos redondeados de color rosa o lila pálido (rara vez blancas) y las anteras amarillas, dispuestas en pequeñas inflorescencias. Frutos en silícula.

## Hábitat
Rocas, grietas, rellanos ,crestones y gleras fijas, en suelos calizos. Especie pionera.
Por encima de los 1.800 m s. n. m.

## Distribución
Montañas como los Pirineos o los Alpes.